# Michael E. Ryan

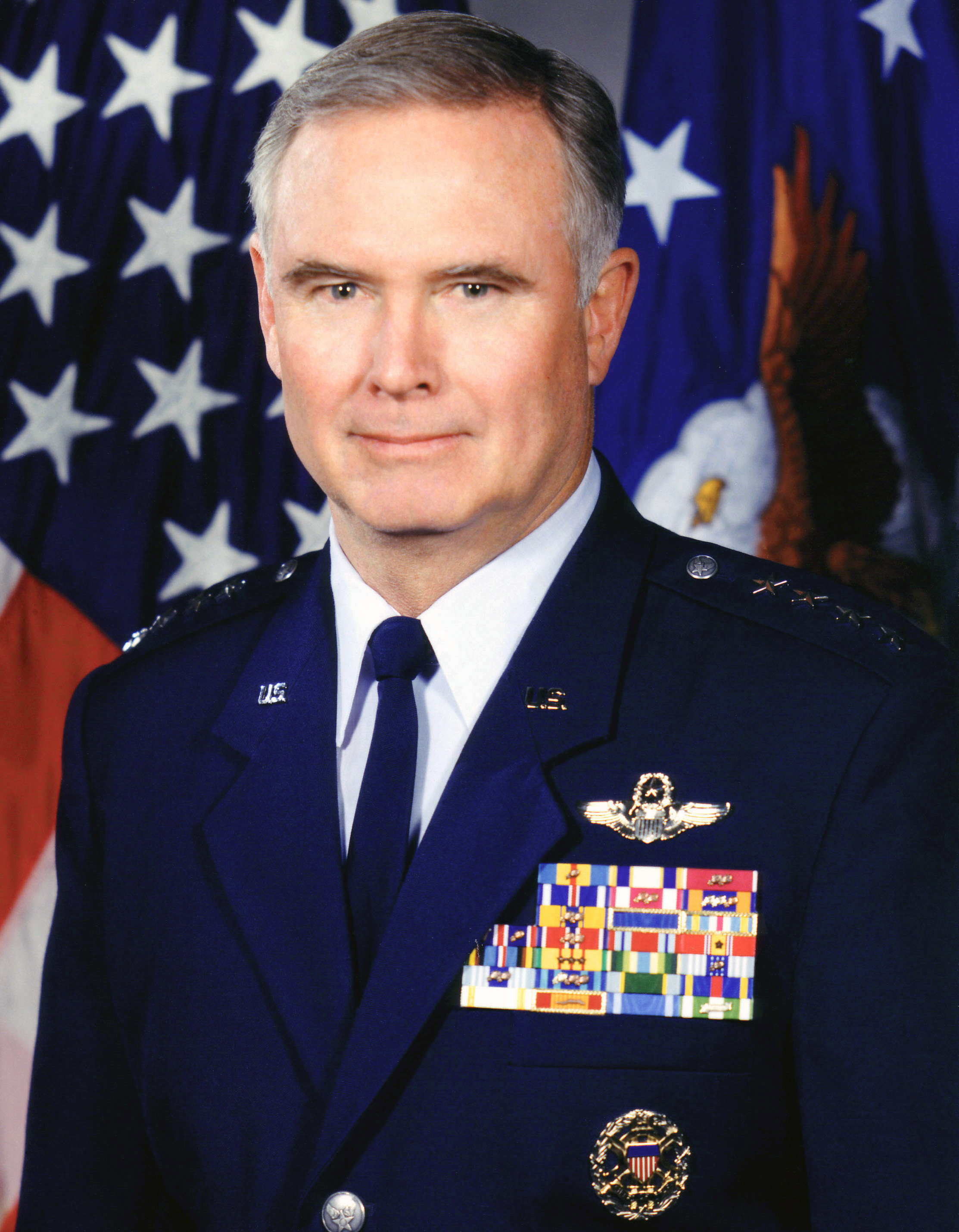
General Michael E. Ryan

Michael E. Ryan (* 24. Dezember 1941 in San Antonio, Texas) ist ein ehemaliger General der US Air Force, der zuletzt Chief of Staff of the Air Force war.

## Leben
Ryan, dessen Vater John D. Ryan ebenfalls General und Chief of Staff of the Air Force war, trat nach dem Besuch der US Air Force Academy, die er 1965 mit einem Bachelor of Science (BS) abschloss, in die Air Force ein.
Im Laufe seiner militärischen Laufbahn stieg er zum General auf und wurde 1991 Vizedirektor für strategische Planungen und Strategiepolitik beim Joint Chiefs of Staff, ehe er zwischen 1993 und 1994 Assistent von General John Shalikashvili war, dem Vorsitzenden der Joint Chiefs of Staff. Im Anschluss war er erst Kommandeur der Sixteenth Air Force auf der Aviano Air Base und danach von 1996 bis 1997 Kommandeur der US Air Forces in Europe (USAFE).
Am 6. November 1997 wurde er Chief of Staff of the Air Force und damit ranghöchster Offizier der US Air Force. Als solcher trat er am 6. September 2001 in den Ruhestand.

## Gastauftritt in Stargate
In der Science-Fiction-Serie Stargate – Kommando SG-1 (Staffel 4, Episode 19: "Das Wunder") hatte General Ryan 2001 einen Gastauftritt: 
Dort spielte er sich selbst in der Rolle als Chief of Staff of the Air Force.

## Auszeichnungen
Auswahl der Dekorationen, sortiert in Anlehnung der Order of Precedence of the Military Awards:
- Defense Distinguished Service Medal (2 ×)
- Air Force Distinguished Service Medal (2 ×)
- Army Distinguished Service Medal
- Navy Distinguished Service Medal
- Coast Guard Distinguished Service Medal
- Legion of Merit (3 ×)
- Distinguished Flying Cross
- Meritorious Service Medal (3 ×)
- Air Medal (12 ×)
- Air Force Commendation Medal (3 ×)
- National Defense Service Medal (2 ×)
- Vietnam Service Medal (4 ×)
- Armed Forces Service Medal
- NATO-Medaille für den Einsatz in Jugoslawien
- Großes Verdienstkreuz mit Stern des Verdienstordens der Bundesrepublik Deutschland
- Kommandeur der französischen Ehrenlegion
- Japanischer Orden des Heiligen Schatzes
- Japanischer Orden der Aufgehenden Sonne 1. Klasse
- Kommandeur des Ordens von Oranien-Nassau
- Orden der Krone von Thailand 1. Klasse